# Ball de Bastons del Clot
El Ball de Bastons del Clot és una colla de ball de bastons creada l'any 2009, amb una primera actuació el mes d'octubre, tot i que se'n va fer la presentació oficial el 8 de novembre, amb motiu de la festa major del Clot de Barcelona. D'entrada, la pretensió era d'actuar tan sols en la festa major del barri, però han acabat ballant en molts esdeveniments festius, com ara la Mercè o la trobada nacional de ball de bastons de Catalunya.
Els balladors de la colla bastonera del Clot van vestits amb faldellí verd i faixa lila, sense mocador encreuat ni banda, amb l'escut a la màniga esquerra de la camisa. Assagen al Casal de Joves del Clot a la Farinera del Clot.